# ロータス・フォート
ロータス・フォートまたはロータス城塞（ウルドゥー語:قلعہ روہتاس）は、シェール・シャーによって建設された要塞。周囲は約4キロメートルに達し、パシュトゥーン建築とヒンドゥー建築の両様式が絶妙に融合した最初期の事例である。ロータス・フォートは、ジェーラム市（en）の北西16キロメートルに位置している。海抜818メートル、面積は、12.63エーカー。この砦の北側にはカーハーン川が大きく蛇行する形で流れており、また西の方角には東部大岩塩層で最も標高が高くなるティッラー・ジョーギヤーン丘陵がある。

## 名前の由来
シェール・シャーは、この城塞の名前をつけるにあたり、現在のインド・ビハール州にあるロータースガル・フォートの名前を採用した。この地方は、シェールが、1539年に自らの王国の版図に加えた地域である。ロータースガルは、ソーン川の上流域、北緯20度37分・東経85度33分にある。ロータースガルは、ソーラール朝のハリーシュ・チャンドラが息子「ローヒタースヴァ」にちなみ名付けた城塞である。

## 建設の目的
シェールが、ロータス・フォートを建設した目的の1つに、カナウジの戦いでインドから追放されたムガル第2皇帝フマーユーンのインド復帰を阻止する目的があった。ロータス・フォートは、現在のアフガニスタンとパンジャーブ平原を結ぶグランド・トランク・ロード上にある。ロータス・フォートは、ペシャーワルからラホールへいたるルート防衛の要衝であった。
第2の目的に、現在のパンジャーブ州に広がるポートーハール平原（en）に居住していた諸部族を抑圧があった。これら諸部族は、フマーユーンと同盟関係にあり、シェールと友好関係を築くことを拒否していた。ポートーハール平原に居住していたガーカル族（en）は、現在のスルターンプル（en）にいくつかの要塞を建設し、シェールに逆襲を展開した。これらの要塞は現在もその姿をとどめている。

## 概観

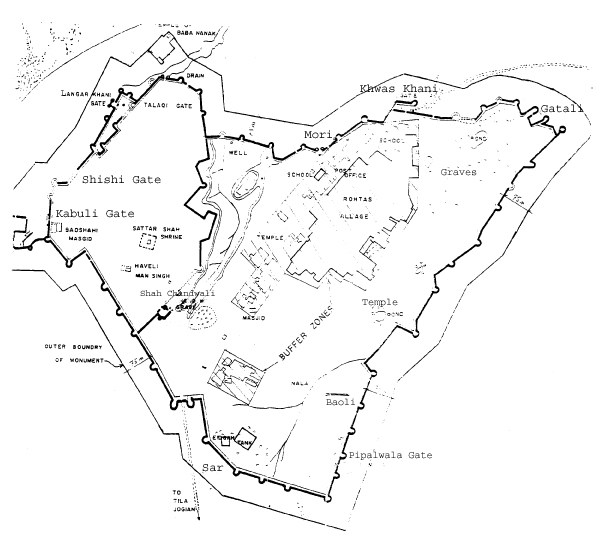
ロータス・フォートの概観。図の左側の部分がカーハーン川に面している。要塞は、左側のインナー・フォートと右側のアウター・フォートに分けられる。

ロータス・フォートは、守備隊を駐屯させるために建設された要塞であり、3万人の軍隊を駐留させることが可能であった。要塞の地政学上の要請から、厚い壁、罠が仕掛けられた城門、3本の井戸を備えている。ロータス・フォートは、一度も攻囲戦を経験していないが、これらの設備により、難攻不落の要塞となった。
要塞の建材の多くは、近隣の村から集められた切石で作られている。いくつかの部分では、レンガが使用された。
この城塞の形は不規則である。それは、等高線に従って、城塞が設計されたからである。城塞の周囲は約4キロメートルに達し、全長533メートルの壁が城内を2つに分割する。城塞には、68基の稜堡が不規則に設けられた。3本の井戸が掘られた。

## 建設にかかった費用
ロータス・フォートの建設は、1541年に始まった。この地に居住していたガーカル族は、城塞の建築に対して、協力姿勢を採ることはなかった。
建設を指揮したトダール・マル（Todar Mal）はシェールに対して建設が難航している状況を報告したが、シェールは「建築に関して費用を削るつもりは無いので建設に邁進してほしい」と励ました。
とはいえ、ガーカル族のボイコットは、ロータス・フォートの建設に大きなコストとして跳ね返った。

## 城壁
ロータス・フォートをめぐる城壁の高さはおおよそ10メートルから18メートルの間に収まる。厚さはおおよそ10メートルから13メートルの間に収まり、厚さによって、2ないし3つのテラスが設けられた。厚さの面で最大なのは、モーリー門の13メートルである。テラスは、手摺つきの階段と連結している。
ロータス・フォートに設置された稜堡において、マスケット銃を装備することが可能になっており、戦士たちは、また、壁越しに溶融した鉛を注ぐことができた。

## 城門
ロータス・フォートは、12の城門を持つ。全ての城門が、切石積みで建設されている。

### ソヘール門

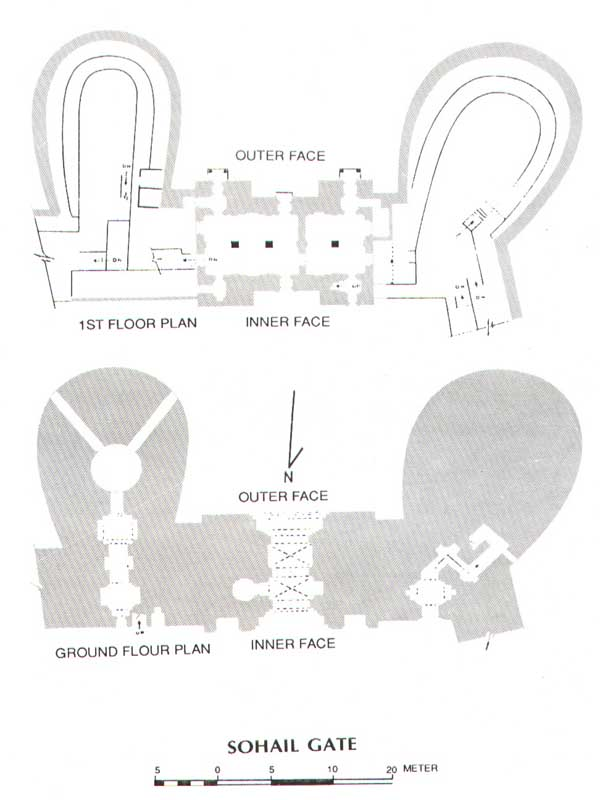
ソハール門の図

ソハール門は、シェール・シャー時代に建設された、ロータス・フォートにおけるもっとも好例の石造建築の城門である。ソヘールの名前の由来は、門の南西に埋葬されている聖者ソヘール・ブハーリーである。
長方形の形をしているソヘール門は、二十問の形式を採用している。21.34メートルの高さ、幅20.73メートル、奥行き15メートルであり、中央のアーチ部は、4.72メートルの幅がある。ソヘール門には、内部・外部ともに質素ながらも美しいヒマワリをモチーフにした装飾が施されている。
ソヘール門には、中央部のアーチ部の両側に、バルコニーが設けられている。それぞれのバルコニーには、小さなドーム建築が施されており、バルコニーの側面と底部にもまた、彫刻が施されている。他のロータス・フォートの建築物がアフガン・ペルシャン様式による建築がなされているのに対して、ソヘール門のバルコニーは、ヒンドゥー様式を採用している。ロータス・フォートのような形式を採用しているバルコニーは、ヘヴェーリー・マン・シンにも見ることができる。アーチ部の中央部には小窓がある。この小窓は、両側のバルコニーとは異なり、簡素なつくりである。
ソヘール門は7つの欄干がある。また、銃眼も備えており、内部は3層構造である。
ソヘール門の内部は、外部と正反対で装飾はあまり施されていない。加えて、銃眼やバルコニーも備え付けていない。ソヘール門の上層階は、城塞内部に向けての窓が設けられている。

### シャー・チャンドワーリー門
シャー・チャンドワーリー門は、城壁の主要部と礼拝堂を結ぶ門である。聖者シャー・チャンドワーリーにちなんで名づけられた。彼はこの門の建築にあたり俸給を受け取らず、建築中に死亡した後に門のそばに埋葬された。彼を祭る祠が現存する。
この門もまた、二重構造を採用している。幅13.3メートル、奥行き8.23メートル、中央のアーチ部は幅3.66メートルである。

### カーブル門

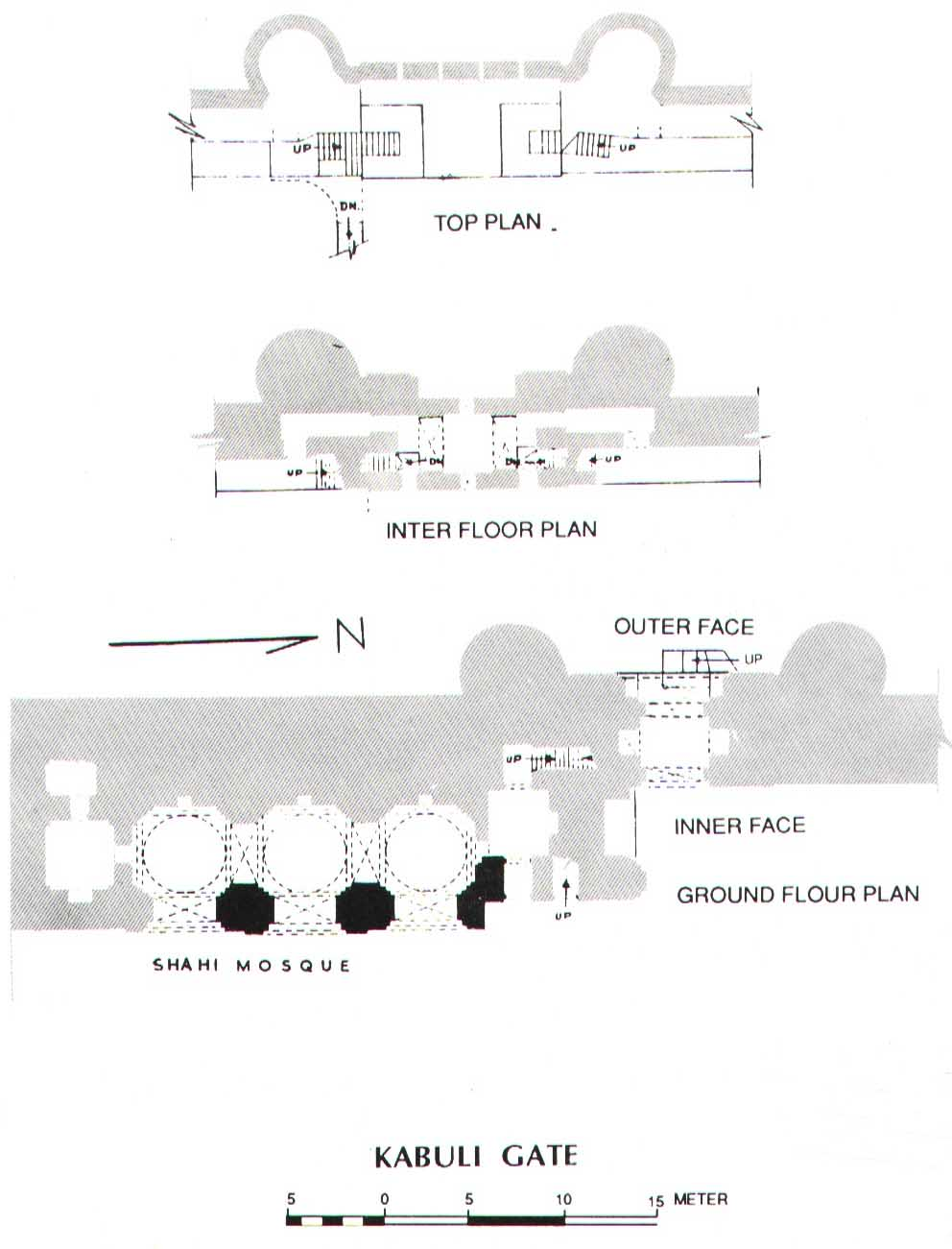
カーブル門の図面

この門は、城塞の西側に位置し、カーブルへ続くルート上にあることからカーブル門と名づけられた。カーブル門も二重構造であり、幅3.15メートルある。門の両脇には、稜堡が設けられ、外側には5つの銃眼が設置された。門の南側は、シャーヒー・モスクに面しており、人々はこの門のことをシャーヒー・ダルワーザーと呼ぶ。また、階段井戸が一つ近くにある。

### シーシー門

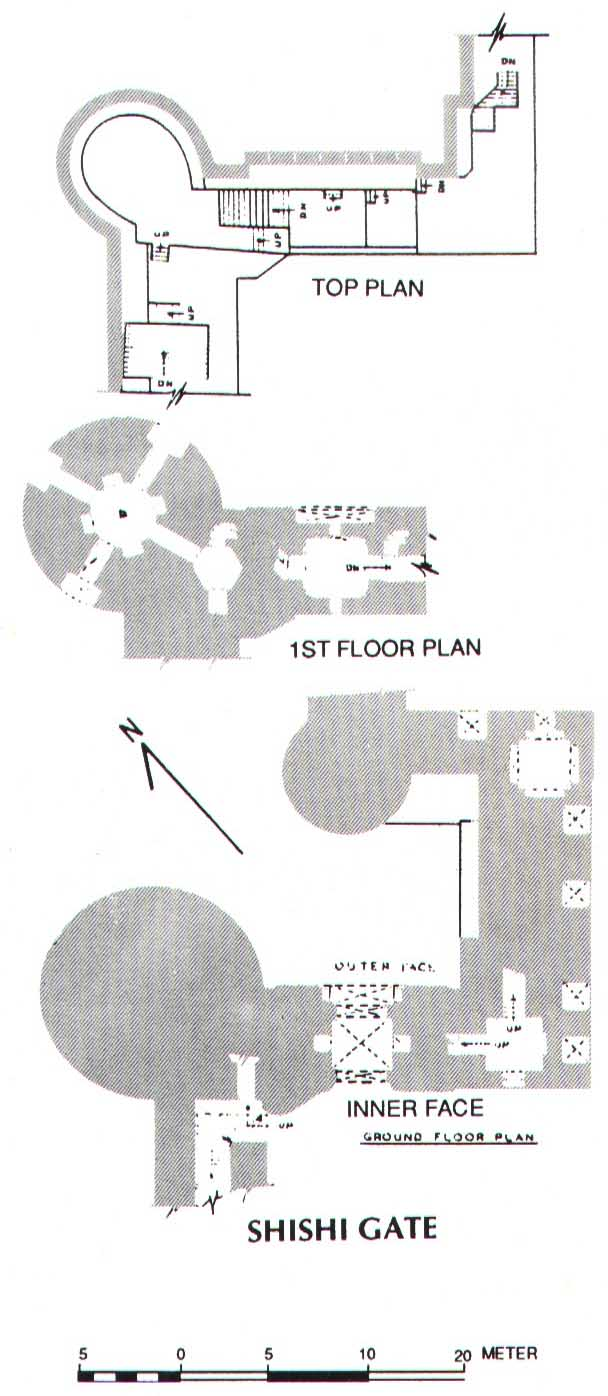
シーシ門の図面

シーシー門の名前の由来は、アーチ部分の装飾に美しいタイルが用いられたことにある。ロータス・フォートのタイル技術は、のちに、ラホールで洗練されることとなる。色は青色である。

### ランガール・ハーニー門

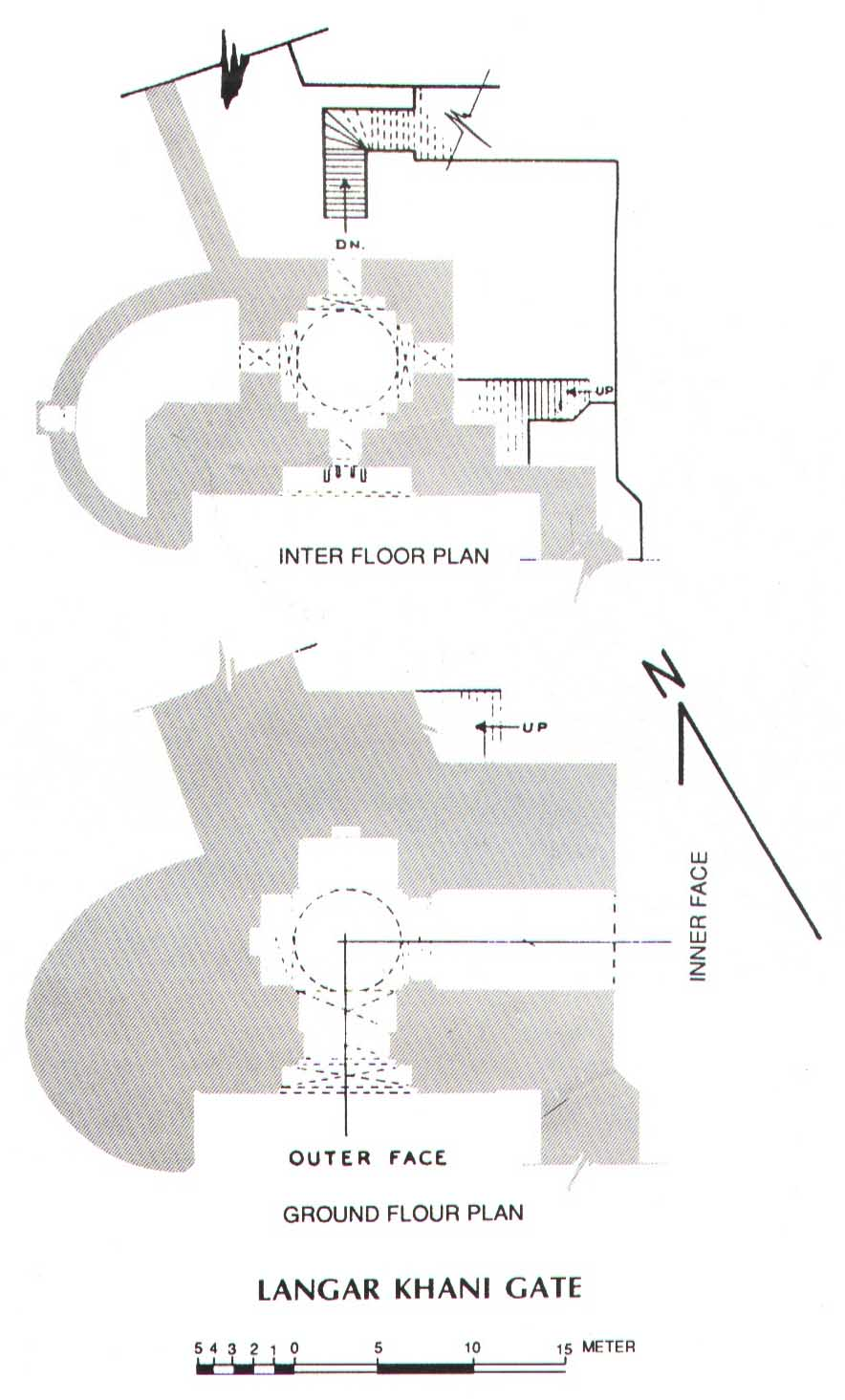
ランガー・ハーン門の図面

ランガール・ハーニー（食堂）門は、二重構造をしており、高さは15.25メートル、幅は3.5メートル、中央部にはアーチの開口部がある。ソヘール門と同様に、ランガール・ハーニー門にもまた、小窓が備え付けられてある。
ランガール・ハーニー門の両脇には、2つの稜堡が設けられてあり、この門には、台所や食料庫、井戸がある。この門の形式は、L字型をしており、外から入るとすぐに右側に曲がる必要がある。

### ターラーキー門
ターラーキー門は、15.25メートルの高さ、13.8メートルの幅がある。両脇には、稜堡が設置されている。「ターラーク」とは、「離婚」を意味する。言い伝えによると、サビール・スーリー王子がこの門をくぐろうとした際に突如激しい高熱に見舞われるという出来事があり、このことが悪い兆候として見なされたため門にこの名がつけられたとされている。

### カシミーリー門
この門は、北側に位置し、カシミールにつながる門のため、このように呼ばれている。またの名をモーリー門。

### ハース・ハーニー門
この門はシェールの部下でもっとも偉大なハース・ハーンの名前にちなんで名づけられた。ロータス・フォートの城門の中で独特の形をしているのは、この門がかつてのGTロードに直結しているからである。
二重構造をしており、外門は幅12.8メートル、奥行き8メートルである。両脇にはそれぞれ稜堡と防御壁が設けられている。稜堡には大砲が採用され、内門と外門は鏡のような関係性を持っている。この門の頂点には5基の銃眼つき胸壁が設置された。この門の特色として、他の門にはないが、内側に向けても5基の銃眼つき胸壁が設置されている点が挙げられる。内門・外門それぞれにソヘール門と同様ヒマワリのモチーフの彫刻が施されている。この門もまた、内外両面に向けられた窓が設けられている。
ガーカル族がシェールと同盟関係を築くことを拒否した際、シェールが彼らを討伐するために軍を起こしたことと、この門についての関係が認められる。シェールの遠征により、ガーカル族の族長と彼の娘を捕らえることに成功し、族長サーラン・ハーンは殺され、彼の娘は、ハース・ハーンと結婚した。

### ガターリー門
この門は、高さ9.1メートル、奥行き6.1メートルの一重構造である。対岸のガターリヤーン（またはガティヤーリー）村に面しており、ここは川が浅瀬となっているため、カシミール渓谷へ抜けるためにジェーラム川を渡るためには外せない要衝であった。

### トゥッラー・モーリー門
トゥッラー・モーリー門は他の門と比べるとずいぶん小さい。城塞の東側に位置し、幅は2メートル。門のそばには、稜堡が隣接している。

### ピーパルワーラー門
ピーパルワーラー門もトゥッラー・モーリー門と同様に小さな門であり、幅は、2.13メートルである。

### サール門
この門は小さい門であり、稜堡が隣接している｡この門のそばには井戸がある。Sarとは、水を意味することからこの門の名前はつけられた。

## 他の建築物

### シャーヒー・モスク
カーブル門のそばにある小さなモスクがシャーヒー・モスクである。祈りを捧げる人々のための部屋と小さな庭がある。シャーヒー・モスクは、ロータス・フォートの中でもっとも装飾が施された建物である。
部屋は、長さ19.2メートル、奥行き7.3メートルある。小部屋は3つに均等に分けられている。城の内側からは3つのドームを見ることができるが、外側からは見ることができない。これらの3つの小部屋の脇には、宗教指導者のための小部屋が設けられている。 
モスクの外壁は、イスラームの韻文がカリグラフィーで刻まれている。ロータス・フォートのデザインは、のちに、シャー・ジャハーンやヌール・ジャハーンの墓、あるいは、ラホール城のシャー・ブルジ門にも採用された。また、このデザインは当時のムガル帝国の硬貨が採用されているものである。

### 井戸
ロータス・フォートには、3つの階段井戸（バーオリー）が存在する。それぞれの井戸が、石灰石の層まで、深く掘られている。

#### メインの井戸
城塞の中央部に位置するのがメインの井戸である。この井戸で、戦士たちのみならず、戦象やウマ|軍馬が水分を補給した。メインの井戸は、148段の階段がついており、階段の幅は、20センチメートルである。

#### シャーヒーの井戸
カーブル門の近くに彫られたのがシャーヒーの井戸であり、王族がこの井戸を使用した。60段の階段がついており、王族が入浴するための小部屋も附属している。

#### サール門の井戸
サール門のそばにも小さな井戸である井戸がある。このサール門の井戸は、主に兵士たちが使用した。

### ラーニー・マハル
ラーニー・マハル(王妃の宮殿）とは、ハヴェーリー・マン・シンのそばにある宮殿である。一層構造の建物であり、かつてはこの建物には4部屋があったとされるが、現存しているのは1部屋のみである。とはいえ、4部屋とも基礎部分は現存している。
ラーニー・マハルは、もともと、ロータス・フォートが建設された当時からある建築物ではなく、ハヴェーリー・マン・シンと同時期に建設されたヒンドゥー建築の好例である。
現存しているラーニー・マハルの高さは約20フィート(6メートル)であり、建物の内壁、外壁ともに、美しい装飾が施されている。ラーニー・マハルのドーム屋根は、花のような形状である。ラーニー・マハルの屋根の内部は、花、幾何学模様、偽窓が施されている。

## 装飾的特徴

### 石に刻まれた彫刻
ロータス・フォートの門、あるいはモスクは石で築かれており、その大部分には、アラビア文字で書かれたカリグラフィー、ヒマワリをモチーフにした彫刻が刻まれている。
そのうちの1つが前述のシャーヒー・モスクの内部であり、また、もう1つが宗教指導者の小部屋の内壁に刻まれている。それはの彫刻には、アラビア語でアッラーフと刻まれている。同様の彫刻は、シャーヒー・モスクの胸壁の上部にも見出すことができる。
ヒマワリをモチーフにした彫刻はシャーヒー・モスクのそれぞれのアーチ部分の両側で見ることができる。

### カリグラフィーによる描写
これらの描写の多くがシャーヒー・モスクに施されている。モスクの外壁、アーチの両側には、6つのカリマ（en）と呼ばれるアラビア語の言葉がカリグラフィーで描写されている。ここではアラビア語の書法であるナスフ書体（Naskh）が利用されている。

### 輝くタイル装飾
シーシー門では、タイル装飾を見ることができる。ムガル時代に、タイル装飾が洗練され、人気となっていった。したがって、ロータス・フォートによるタイルの使用は、インドにおける最初の使用例と考えられる。タイルはラホールで製造されたものである。

### 出し狭間
出し狭間（en）とは、部屋の内部から城壁の外に溶融した鉛やそれ以外の熱い液体を排出するための小さい排水路である。壁の内部に向けて建設されたこれらの設備の数はロータス・フォート内で100以上を数え、それぞれに、美しく幾何学模様による装飾が施されている。

## 建築様式
ロータス・フォートは、アフガン・ペルシア建築様式によって建設されている。インド亜大陸には、アフガン人とペルシア人がこの城塞の建築の5世紀前には、到来していた。ロータス・フォートの建築以前では、アフガン建築とヒンドゥー建築が融和した形では存在したことは無かった。ロータス・フォートは、2つの建築様式が融合した最初の例である。
ヒンドゥー建築の要素は、
1. ソヘール門のバルコニー
2. ヒンドゥー建築の様式で建築されたシャーヒー・モスク
3. 純粋なヒンドゥー建築であるHaveli Man Singh

の3つである。
アフガン建築の要素は、
1. 実利的な建築スタイル
2. 城壁にレンガに変わって、石を使用したこと
3. 住居空間が存在しないこと
4. 装飾が相対的に少ない

点である。

## ロータス・フォートの使用
シェール・シャーは、ロータス・フォートが完成する前に死亡し、彼の没後10年経過するとスール朝は滅亡した。フマーユーンが15年の海外生活を終え、インドに戻り、ムガル帝国を再興した。フマーユーンがインドに帰国するとロータスを塔していたタタール・ハーン・カースィーはロータス・フォートから逃亡した。
ロータス・フォートの軍事的性格のため、ムガル皇帝の間では、この城塞は不人気であった。アクバルのロータス・フォートの滞在は1日のみだけであり、ジャハーンギールは、カシミールへ移動する際に泊まった。また、ジャハーンギールは、マハバット・ハーンによって、カーブルが危機に晒された時に、再度滞在した。ジャハーン・ギールの妻ヌール・ジャハーンはラホールから軍隊を引き連れ、マハバット・ハーンに、ジャハーン・ギールを解放するように命令した。ジャハーンギールは、ロータス・フォートに軍隊を進め、しばらくの間、ロータス・フォートは、王宮の役割を果たした。その後、ジャハーンギールは、カシミールを経た後ラホールへ戻り、そこで死亡している。
ジャハーンギール以降のムガル皇帝の城塞の使用はほとんど皆無である。というのも、ムガル帝国とガーカル部族との間で同盟関係が締結されたため、ロータス・フォートに軍隊を駐留させる必要性がなくなったためである。
パシュトゥーン系のドゥッラーニー部族連合は、ロータス・フォートの重要性を熟知しており、彼らは、ドゥッラーニー朝の首都カーブルとの連絡のために、この城塞を使用した。
ドゥッラーニー朝が滅亡したのち、シク王国が、この地方を支配した。シク王国の藩王ランジート・シンがロータス・フォートに駐屯したのは、シク王国の将軍ハリ・シン・ナルワーがジャムルード（現在のパキスタンのトライバル・エリアの都市）でアクバル・ハーンを中心とするパシュトゥーン人の手によって殺害された報を聞いた時である。

## 世界遺産

### 登録基準
この世界遺産は世界遺産登録基準のうち、以下の条件を満たし、登録された（以下の基準は世界遺産センター公表の登録基準からの翻訳、引用である）。
- (2) ある期間を通じてまたはある文化圏において、建築、技術、記念碑的芸術、都市計画、景観デザインの発展に関し、人類の価値の重要な交流を示すもの。
- (4) 人類の歴史上重要な時代を例証する建築様式、建築物群、技術の集積または景観の優れた例。

## 保存状態
現在、ロータス・フォートの大部分が、良い状態で保存されている。シャー・チャンドワーリー門の中央アーチ部分は、最近になって再建されたものであり、唯一、建築当時の姿で現存しているわけではない。
2005年、水の浸出と豪雨、そしてその状況を放置していたために、ターラーキー門の左正面が崩壊し、また、右正面の基礎部分と切り離された形となってしまった。
ガターリー門は、ロータス・フォートへ入る門役割を果たしてきたが、時の経過により、門の右側の稜堡とそれを支える城壁が雨水の浸水により崩壊している。

### ヒマラヤ野生生物財団
ロータス・フォートの保存は、2000年より、ヒマラヤ野生生物財団の協力を得ている。財団の協力により、ロータス・フォートは、国際的な保存基準を満たし、観光拠点となっている。ヒマラヤ野生生物財団の協力は、ノルウェー大使館の保証を受けている。現在では、以下の事業が行われている。
1. シャー・チャンドワーリー門の完全な復旧
2. Haveli Man Singhの保存
3. ターラーキー門とガターリー門の保存
4. ソヘール門上部に設けたシェール・シャー博物館の設立
5. ロータス・フォート内に存在する村落の生活水準の向上

## 画像

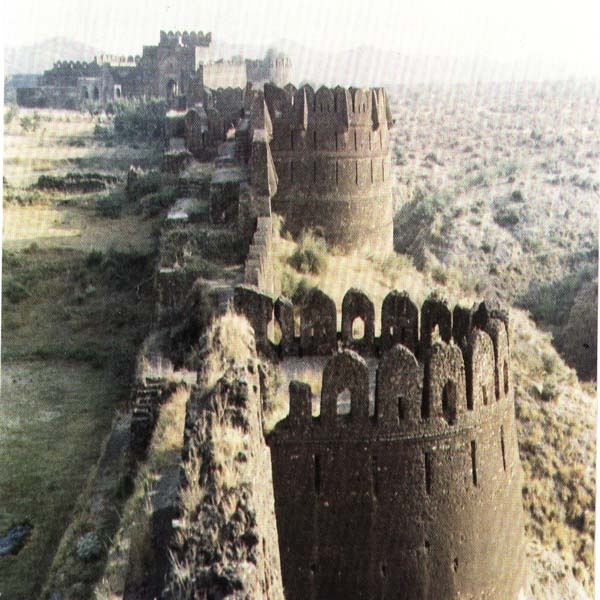
城壁、銃眼を備えた胸壁、テラス
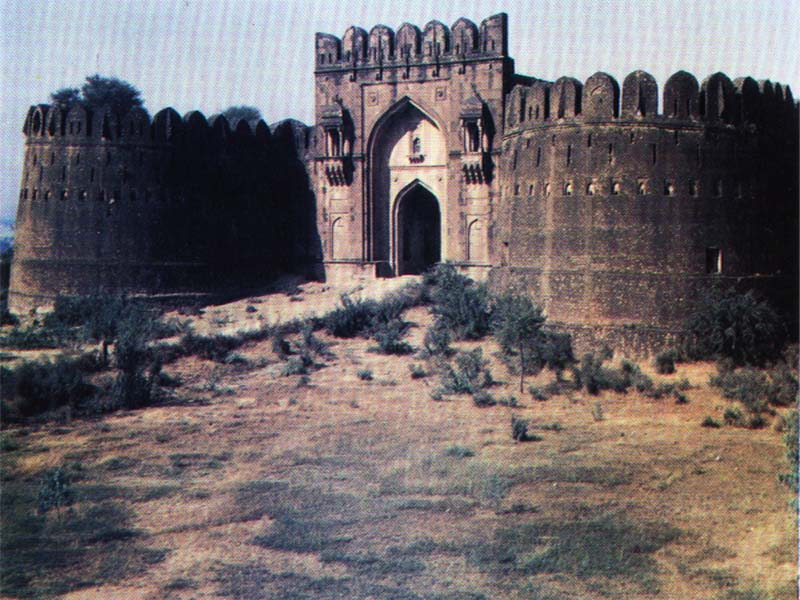
ソヘール門
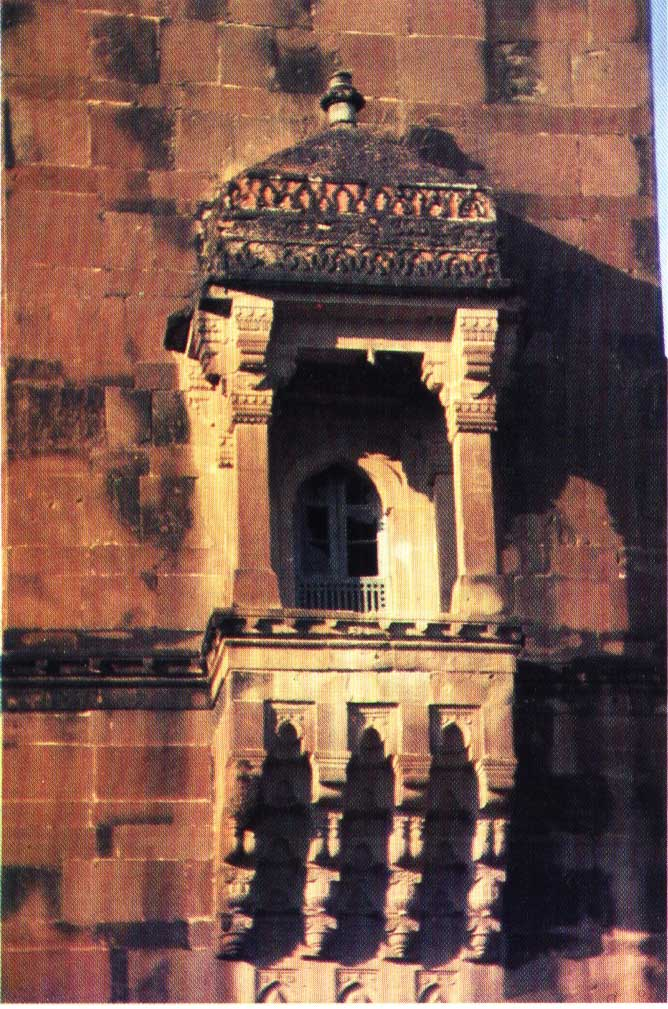
ソヘール門のバルコニー
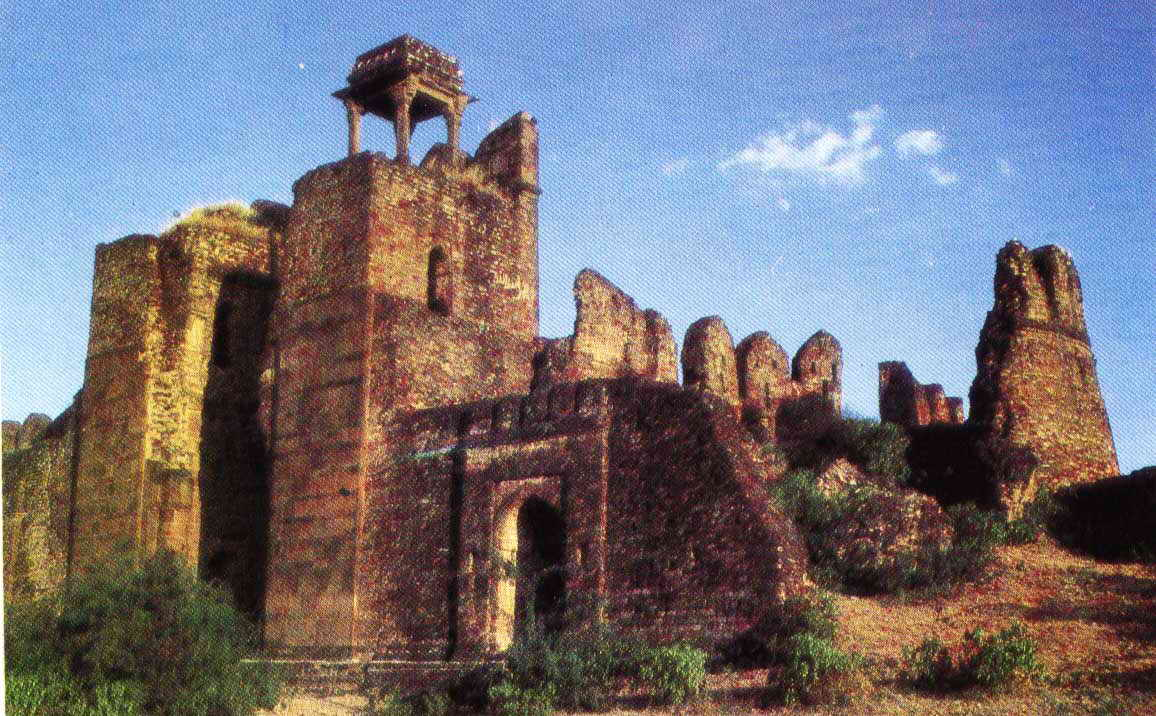
シャー・チャンドワーリー門
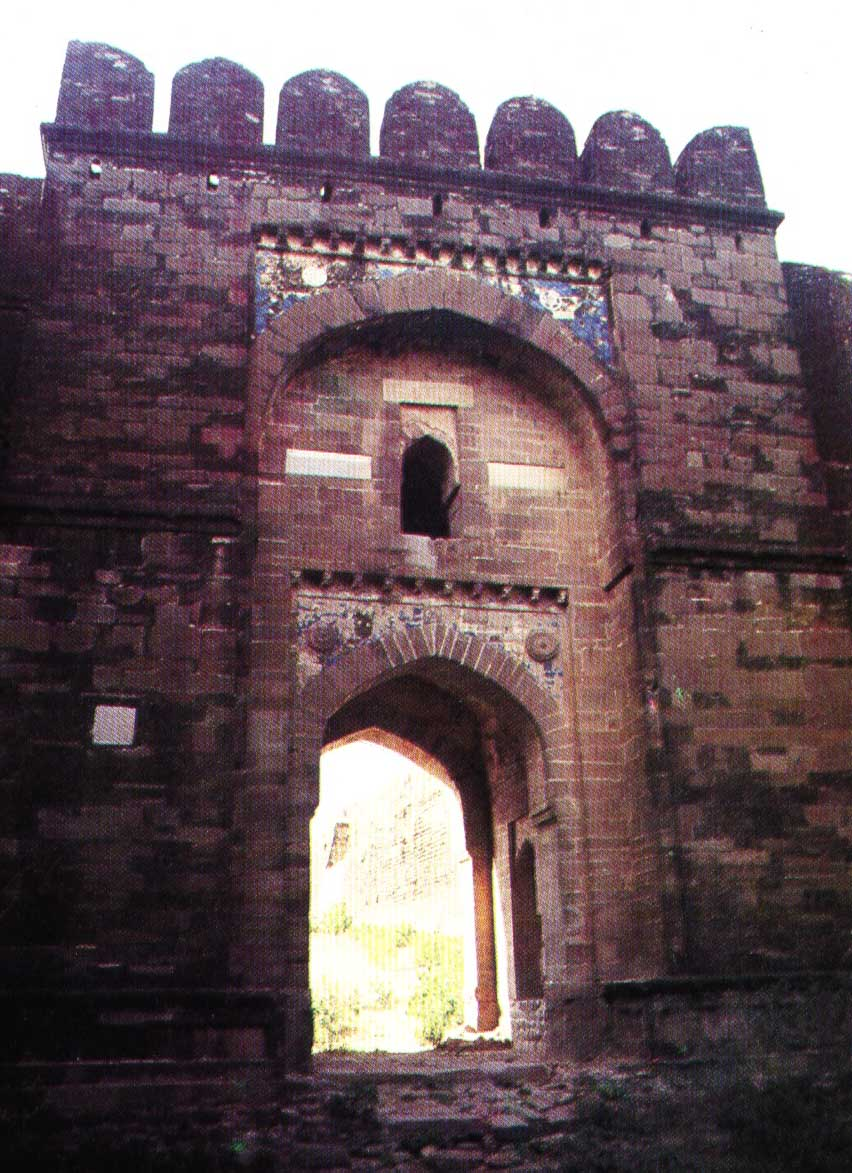
シーシー門
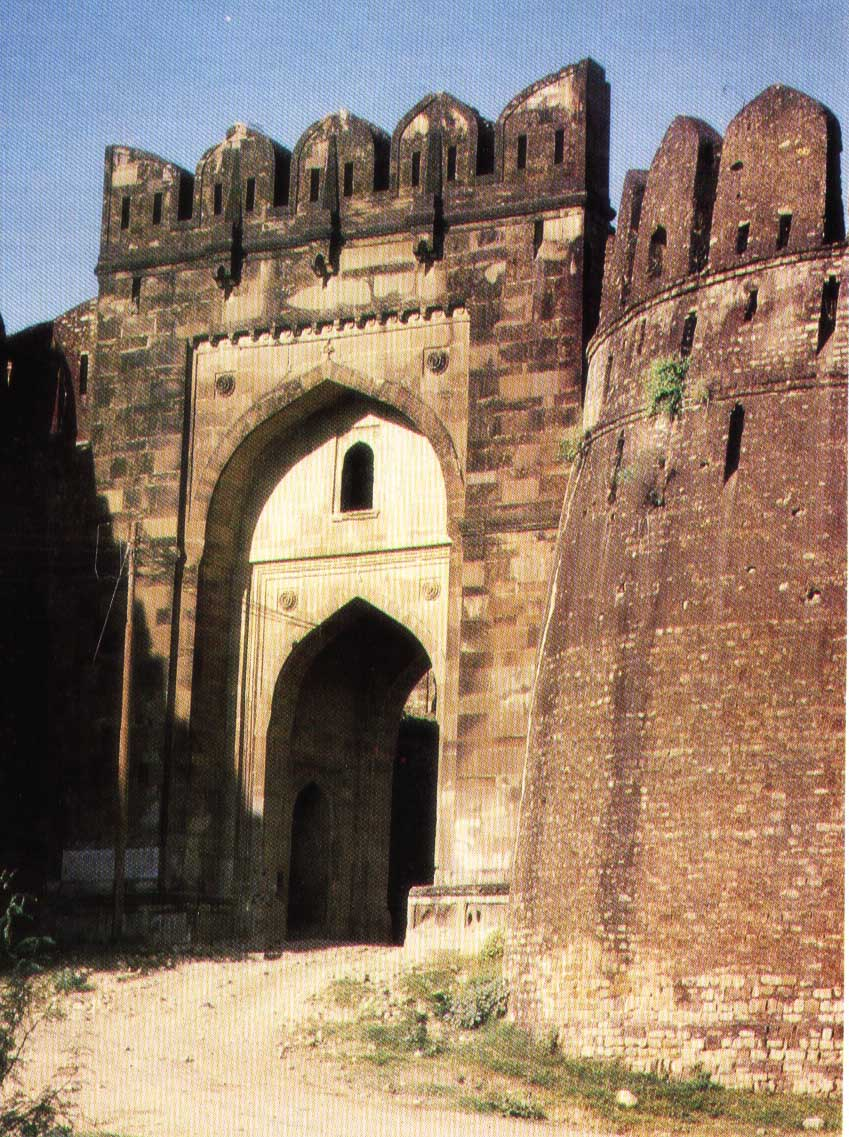
ハース・ハーン門
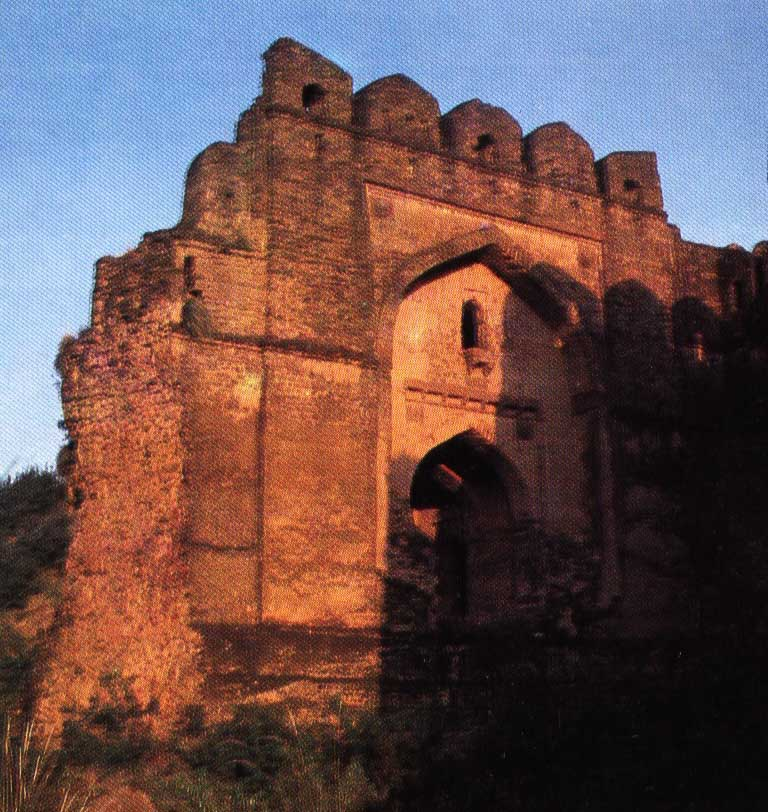
ガターリー門
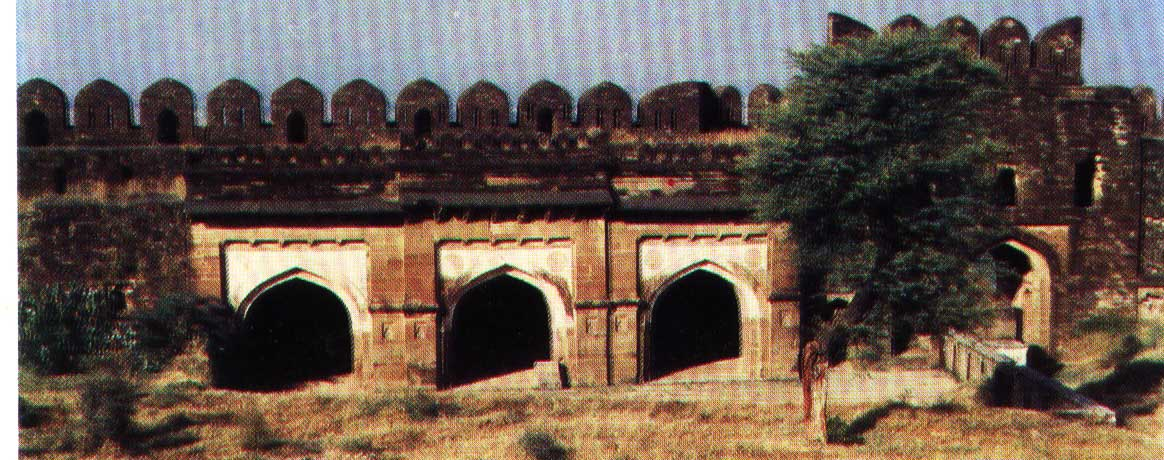
シャーヒー・モスク
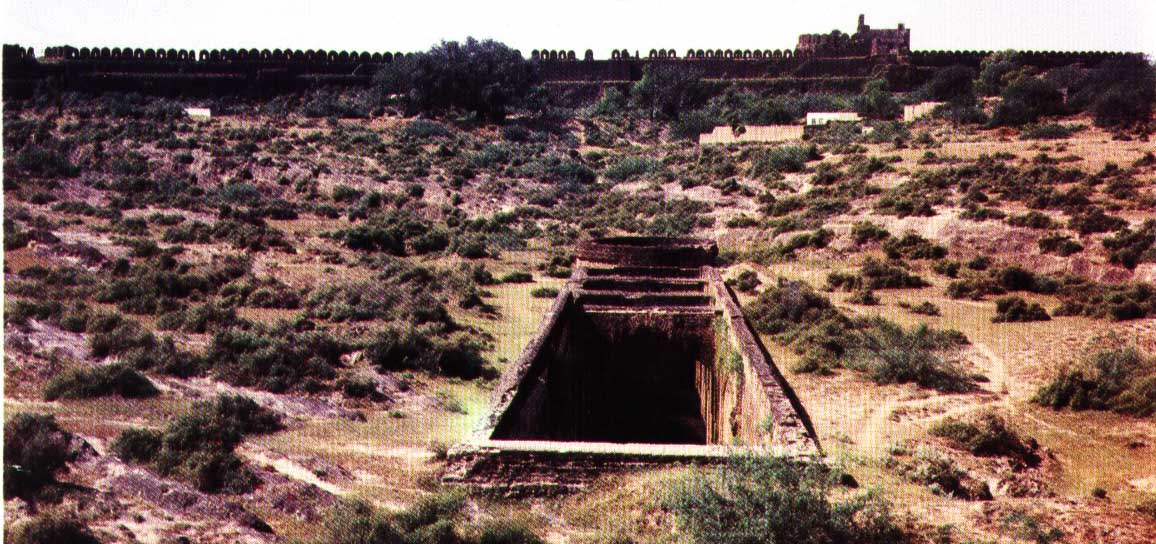
メインの井戸
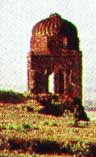
ラーニー・マハル

座標: 北緯32度57分45秒 東経73度35分20秒 / 北緯32.96250度 東経73.58889度